# Sorellastre
Le due sorellastre sono personaggi immaginari della fiaba di Charles Perrault e dei fratelli Grimm Cenerentola. Sono le due figlie della crudele matrigna di Cenerentola, che la trattano con disprezzo.
Nella versione di Perrault, una di esse si chiama Javotte, diminutivo francese di Geneviève (nella traduzione di Carlo Collodi, il nome è adattato in Giulietta). Nella fiaba antesignana di Cenerentola, La gatta Cenerentola di Giambattista Basile, sono presenti sei sorellastre: Imperia, Calamita, Fiorella, Diamante, Colombina e Pasquarella.

## Storia originale

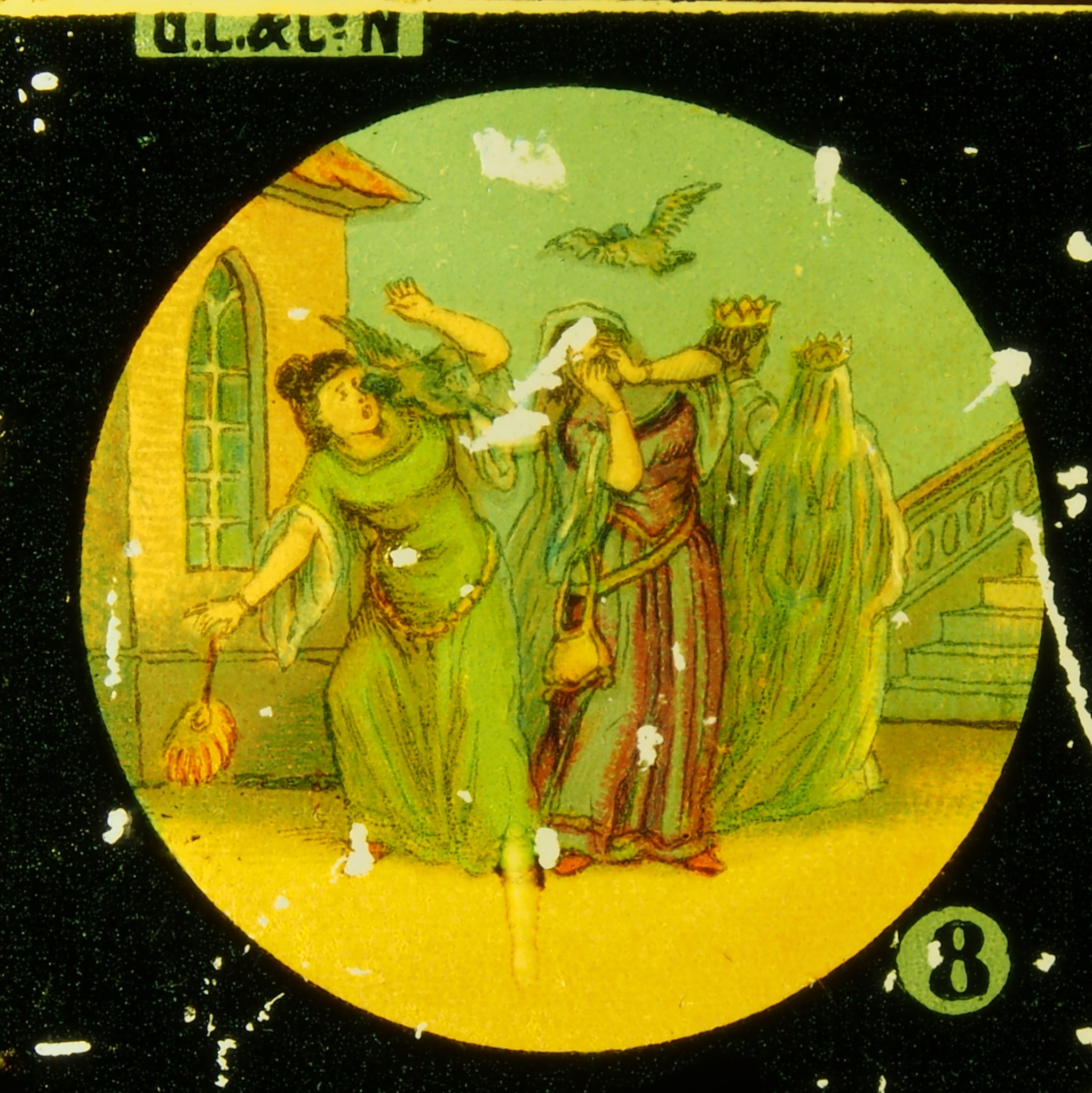
La punizione delle sorellastre.

Nella fiaba originale di Perrault, le due sorellastre sono le figlie di una donna vedova che sposa in seconde nozze il padre di Cenerentola. Perrault non ne fornisce una descrizione fisica, ma le definisce superbe e altezzose quanto la madre, aggiungendo come Cenerentola fosse molto più bella di loro, nonostante vestissero sempre alla moda. Dopo il matrimonio, Cenerentola viene schiavizzata dalla matrigna e dalle sue figlie. Costoro, sentendosi superiori a lei, la chiamano solo col nomignolo "Culincenere", dalla cenere di cui la ragazza si sporca dormendo accanto al camino. Tuttavia la sorella minore (Javotte), meno maleducata della maggiore, la chiama "Cenerentola".
Le due sorellastre scherniscono Cenerentola quando chiede di partecipare al ballo organizzato dal re, al quale loro partecipano, prendendola in giro per il suo aspetto trasandato. Ciononostante, Cenerentola riesce a recarsi a corte e a ballare con il principe grazie all'aiuto di un incantesimo della fata madrina. Durante il rinfresco Cenerentola si siede accanto a loro, che non riescono a riconoscerla, e le tratta gentilmente, conversando e offrendo loro della frutta. La sera successiva Cenerentola si reca nuovamente al ballo e danza ancora con il principe. Poiché l'effetto dell'incantesimo è destinato a svanire proprio a mezzanotte, Cenerentola deve fuggire di corsa al rintocco, ma, nella fuga, perde una scarpina di cristallo. Il principe, ormai innamorato, trova la scarpina e pochi giorni dopo proclama che sposerà la ragazza capace di calzarla. Alcuni incaricati del principe girano dunque per il regno facendo provare la scarpina di cristallo a tutte le ragazze in età da marito, incluse le sorellastre di Cenerentola. Alla fine, sinceramente pentite di tutto il male che le hanno fatto, riescono a farsi perdonare da Cenerentola, che le accoglie al palazzo reale e le fa sposare a due grandi nobili di corte.
Nella versione dei fratelli Grimm, le sorellastre, entrambe senza nome, sono descritte come "belle e bianche di viso, ma brutte e nere di cuore" e vengono ritratte come più maligne rispetto alle loro controparti nella storia di Perrault. In questa versione le due sorelle sono più meschine del duo originale: su consiglio della madre, tentano di ingannare il principe quando giunge con la scarpetta tagliandosi l'alluce e il tallone, così da riuscire a calzare la scarpetta dorata di Cenerentola, dal momento che non avrebbero più avuto bisogno di camminare se una delle due sarebbe diventata regina. Ma le colombe amiche di Cenerentola, fanno notare al principe del sangue sulle loro calze, che capisce così l'inganno. Quando Cenerentola viene riconosciuta dal principe, le sorellastre e la matrigna impallidiscono d'invidia. In seguito tentano di ingraziarsi la sorellastra accompagnandola al suo matrimonio, sperando così di arricchirsi ma ottenendo invece la loro giusta punizione. Al loro ingresso in chiesa la maggiore si trova alla destra di Cenerentola e la minore alla sua sinistra, e le colombe cavano un occhio a ciascuna. All'uscita le due si scambiano di posto e le colombe cavano loro anche l'occhio rimanente, rendendole cieche come punizione per la loro falsità e malvagità.

## Adattamenti
Le sorellastre appaiono in diversi adattamenti della fiaba:

### Opera lirica
- Cendrillon (1759)
- Cendrillon (1810): si chiamano Clorinda e Tisbé
- Agatina, o la virtù premiata (1814): si chiamano Clorinda e Tisbe
- La Cenerentola (1817): si chiamano Clorinda e Tisbe
- Cendrillon (1895): si chiamano Noémie e Dorothée.

### Film
- Cinderella (1911)
- Cinderella (1914): interpretate da Georgia Wilson e Lucille Carney
- Cinderella (1937)
- Cenerentola (1949): si chiamano Clorinda e Tisbe, sono interpretate da Fiorella Carmen Forti e Franca Tamantini
- La scarpetta di vetro (The Glass Slipper) (1955): si chiamano Verbena e Serafina, sono interpretate da Amanda Blake e Lisa Daniels, doppiate in italiano da Dhia Cristiani e Rosetta Calavetta
- La meravigliosa favola di Cenerentola (Sinderella külkedisi) (1971): si chiamano Anastasia e Genoveffa, sono interpretate da Seden Kiziltunç e Resit Cildam, doppiate in italiano da Maresa Gallo e Rosalinda Galli
- Cenerentola (Tři oříšky pro Popelku) (1973): si chiama Dora, interpretata da Dana Hlavácová
- La scarpetta e la rosa (The Slipper and the Rose) (1976): si chiamano Palatine e Isobella, sono interpretate da Sherrie Hewson e Rosalind Ayres
- Cenerentola (Aschenputtel) (1989): interpretate da Roswitha Schreiner e Claudia Knickel
- The Magic Riddle (1992): si chiamano Berta e Wilma, sono doppiate in italiano da Paola Roman e Anna Radici
- Cenerentola (Cinderella) (1997): si chiamano Minerva e Calliope, sono interpretate da Natalie Desselle-Reid e Veanne Cox, doppiate in italiano da Paola Giannetti e Laura Lenghi
- La leggenda di un amore (Ever After) (1998): si chiamano Marguerite e Jacqueline, sono interpretate da Megan Dodds e Melanie Lynskey, doppiate in italiano da Gabriella Borri e Laura Lenghi
- Cenerentola per sempre (Cinderella) (2000): si chiamano Anastasia e Genoveffa, sono interpretate da Katrin Cartlidge e Lucy Punch, doppiate in italiano da Emanuela D'Amico e Claudia Balboni
- Storia di una principessa (Confessions of an Ugly Stepsister) (2002): si chiamano Irish e Ruth, sono interpretate da Azura Skye ed Emma Poole
- Cinderella Story (2004): si chiamano Gabriella e Brianna, sono interpretate da Andrea Avery e Madeline Zima
- Another Cinderella Story (2008): si chiamano Bree e Britt, sono interpretate da Katharine Isabelle e Emily Perkins
- Cenerentola (Cinderella) (2021): si chiamano Narissa e Malvoglia, sono interpretate da Maddie Baillio e Charlotte Spencer, doppiate in italiano da Emanuela Ionica e Giulia Catania.

### Serie e miniserie televisive
- Le favole più belle (Festival of Family Classics) (1972): si chiamano Leania e Fatima, doppiata in italiano da Isabella Pasanisi
- Nel regno delle fiabe (Shelley Duvall's Faerie Tale Theatre) (1985): si chiamano Arlene e Berta, sono interpretate da Jane Alden ed Edie McClurg
- Le fiabe son fantasia (Grimm meisaku gekijo) (1988)
- Le fiabe più belle (Anime Sekai no Dowa) (1995): si chiamano Anastasia e Genoveffa
- Cenerentola (Cinderella Monogatari) (1995): si chiamano Caterina e Giannina, sono doppiate in originale da Keiko Konno e Akiko Matsukuma e in italiano da Manuela Tamietti e Marcella Silvestri
- Tre gemelle e una strega (Les tres bessones) (1995): si chiamano Anastasia e Genoveffa
- Simsalagrimm (Simsala Grimm) (1999): si chiamano Agata e Beatrice
- Le più belle fiabe dei fratelli Grimm (Sechs aud einen Streich) (2011): si chiama Annabella, interpretata da Pheline Roggan
- Cenerentola (2011): si chiamano Lucia e Teresina, sono interpretate da Giulia Andò ed Elisa di Eusanio
- Regal Academy
- C'era una volta: ci sono due versioni; le originali, apparse nella prima e sesta stagione si chiamano Clorinda e Tisbe e sono interpretate rispettivamente da Mekenna Melvin e da Goldie Hoffman. Nella settima stagione compaiono le versioni del mondo del desiderio chiamate Genoveffa e Anastasia e sono interpretate rispettivamente da Adelaide Kane e da Yael Yurman.

### Versione Disney

Le sorellastre nella versione Disney.

Le sorellastre appaiono negli adattamenti animati della Disney, in cui sono chiamate Anastasia e Genoveffa Tremaine (Anastasia e Drizella Tremaine in originale):
- Cenerentola (1950), doppiate in originale da Lucille Bliss e Rhoda Williams e in italiano da Wanda Tettoni e Rosetta Calavetta (doppiaggio del 1950) e Flaminia Jandolo e Ria Saba[2] (doppiaggio del 1967)
- Cenerentola II - Quando i sogni diventano realtà (2002), doppiate in originale da Tress MacNeille e Russi Taylor e in italiano da Tatiana Dessi ed Emanuela Baroni
- Cenerentola - Il gioco del destino (2007), doppiate in originale da Tress MacNeille e Russi Taylor e in italiano da Tatiana Dessi ed Emanuela Baroni
- Cenerentola (Cinderella) (2015), interpretate da Holliday Grainger e Sophie McShera, doppiate in italiano da Veronica Puccio ed Emanuela Damasio

In Cenerentola, Anastasia e Genoveffa sono introdotte nel film quando la loro madre, Lady Tremaine, rimasta vedova, si risposa con il padre di Cenerentola, un nobile vedovo. Entrambe risultano piuttosto brutte, sciocche e prive di qualsiasi grazia in confronto alla dolce e tenera Cenerentola, quasi loro coetanea. Dopo la morte del padre di Cenerentola, la madre ridusse quest'ultima a fare da domestica nel suo stesso castello, e le due sorelle iniziarono ad approfittare di questa cosa per schiavizzarla e per maltrattarla insieme alla loro madre.
Nel seguito Cenerentola II - Quando i sogni diventano realtà, compaiono nell'episodio Anastasia innamorata dove Anastasia si innamora di un fornaio. Sua sorella Genoveffa e la loro madre non sono d'accordo. Cenerentola aiuta Anastasia a imparare a sorridere e a imporre la propria volontà alla madre.
Nel terzo film, Cenerentola - Il gioco del destino, ambientato un anno dopo la storia del primo film, Anastasia vuole trovare l'amore. Ruba la bacchetta della Fata Smemorina, ma accidentalmente la pietrifica. Lady Tremaine ne approfitta, mandando indietro il tempo e facendo in modo che una delle due sorelle sposi il principe con l'inganno. La sorella in questione è Anastasia, che viene portata a palazzo, ma dimostra di essere poco adatta alla vita di palazzo, infatti inizia a divorare subito la torta di nozze con venticinque piani insieme alla sorella. Anche il principe pensa che non sia lei la ragazza che ha ballato con lui al ballo. Ma la matrigna lo ipnotizza, facendogli credere che sia stata appunto Anastasia a danzare con lui. Scopre la verità grazie a Giac e GasGas. Però durante il matrimonio Anastasia (trasformata in Cenerentola) ammette di non volerlo come sposo e insieme a lei libera la fatina. Nel finale del film si vedono dei quadri rappresentanti il futuro dei personaggi e che lascia suggerire che Anastasia incontrerà comunque il fornaio riuscendo a coronare il suo sogno d'amore. Genoveffa, invece , in una scena mid credits, si scopre che adesso lavorerà come sguattera insieme alla madre, come punizione per la loro crudeltà. 
Le sorellastre appaiono anche nella serie televisiva House of Mouse - Il Topoclub.
Nel remake live-action Disney del 2015 diretto da Kenneth Branagh, le sorellastre sono interpretate rispettivamente da Holiday Grainger e Sophie McShera. Hanno lo stesso ruolo di sorellastre invidiose e malvagie di Cenerentola, litigano di continuo (anche per la questione del Principe Kit in quanto entrambe innamorate di lui), e sono loro stesse a dare a Cenerentola il nomignolo, dopo averla vista piena di cenere mentre dormiva sul camino. Non fanno molto importanza alla sua vista durante il ballo, e alla fine, si scusano con Cenerentola e con Il Principe per la loro disonestà. In seguito, vengono bandite insieme alla madre dal regno. 

#### Kingdom Hearts
Anastasia e Genoveffa fanno delle brevi comparse nel videogioco Kingdom Hearts Birth by Sleep, nel mondo "Il castello dei sogni" (Castle of Dreams), riempiendo di commissioni Cenerentola.
- La storia di Ventus: durante la visita del giovane, le due sorellastre non appaiono mai fisicamente, ma è possibile udire le loro urla dopo l'arrivo di Cenerentola nella torre, che appena le sente ritorna immediatamente da loro, suscitando la rabbia di Giac, che spiega a Ventus che vuole crearle un abito che possa permetterle di andare al gran ballo.
- La storia di Terra: le due sorellastre appaiono insieme alla loro madre, Lady Tremaine durante il gran ballo che si tiene nel castello del principe. Terra accompagna Cenerentola al gran ballo, e al suo arrivo viene immediatamente notata dal principe che le si avvicina per invitarla a ballare, ciò scuote la curiosità delle sorelle che si chiedono insieme alla madre chi sia quella ragazza dall'aria familiare.
- La storia di Aqua: la ragazza giunge nei pressi della casa di Lady Tremaine e su richiesta della Fata Smemorina ferma i Nesciens, per permettere a Giac di portare la chiave in cima alla torre dove è rinchiusa Cenerentola. Aqua cerca di trattenere il granduca Monocolao, nonostante Lady Tremaine e le due sorellastre non approvino la presenza di Aqua. Appena la scarpetta calza a Cenerentola, la madre e le figlie cercano di pianificare un piano contro Cenerentola. Questi sentimenti negativi generano un Nesciens, "Carrozza Maledetta" che attaccano la futura principessa, la matrigna e le due sorellastre, ma viene infine distrutta da Aqua.